# La Ferrière-aux-Étangs
La Ferrière-aux-Étangs ist eine französische Gemeinde mit 1.531 Einwohnern (Stand: 1. Januar 2022) im Département Orne in der Region Normandie. Sie gehört zum Arrondissement Argentan und zum Kanton La Ferté-Macé. Die Einwohner werden Ferrièrois genannt.

## Geografie
Die Gemeinde La Ferrière-aux-Étangs liegt am kleinen Fluss Morinière, einem Nebenfluss der Varenne. Hier entspringt der Fluss Vée. Die Gemeinde gehört zum Regionalen Naturpark Normandie-Maine. Umgeben wird La Ferrière-aux-Étangs von den Nachbargemeinden Saint-André-de-Messei und Saires-la-Verrerie im Norden, Bellou-en-Houlme im Nordosten und Osten, La Coulonche im Osten und Südosten, Champsecret im Süden, Dompierre im Südwesten sowie Banvou im Westen.

## Bevölkerungsentwicklung
| Jahr                       | 1962 | 1968 | 1975 | 1982 | 1990 | 1999 | 2006 | 2013 | 2021 |
| -------------------------- | ---- | ---- | ---- | ---- | ---- | ---- | ---- | ---- | ---- |
| Einwohner                  | 1700 | 1564 | 1546 | 1734 | 1727 | 1643 | 1584 | 1495 | 1556 |
| Quellen: Cassini und INSEE |      |      |      |      |      |      |      |      |      |

## Eisenerz-Mine
Der Abbau von Eisenerz begann 1901 mit der Konzession, die dem Unternehmen Denain-Anzin für eine Traversenbank (ein sanft abfallender Stollen, der die geologischen Schichten durchquert und den Zugang zur Eisenlagerstätte ermöglicht) erteilt wurde, gefolgt von einem Abbau Nr. 1 in 100 Metern Tiefe auf derselben Querbank (1911–1939), um direkt an das Erz zu gelangen. Der Förderschacht Nr. 2 (ebenfalls 100 Meter tief) wurde von 1923 bis 1939 im nördlichen Teil der Eisenerzlagerstätte betrieben. Ab 1939 ersetzte der „Léopold Pralon“-Schacht mit einer Tiefe von 400 Metern die anderen Schächte, bis das gesamte Bergwerk am 1. April 1970 geschlossen wurde.
Das geförderte Eisenerz wurde in Öfen kalziniert, um den Eisengehalt zu erhöhen, bevor es per Bahn zu den Hochöfen im Département Nord (Denain / Anzin) und nach Belgien transportiert wurde. Bis 1939 befanden sich die Kalzinierungsöfen im Ortsteil Butte Rouge. Die ersten drei Öfen aus Stein und einer Innenverkleidung aus feuerfesten Ziegeln wurden von 1901 bis 1903 gebaut (zwei sind heute noch vorhanden). Es folgten vier Ziegelöfen, erbaut von 1905 bis 1909, und schließlich zwei nach dem Ersten Weltkrieg gebaute Ziegelöfen. Die Beladung der Öfen erfolgte von oben durch von Hand geschobene Kippkarren. Um 1930 wurde über den Öfen ein automatisches Hochbunkersystem installiert. Im August 1944, als die Deutschen auf dem Gelände Treibstoff lagerten, trafen alliierte Bombenangriffe die Öfen, die nach 1945 aufgegeben wurden. Sie wurden durch neue modernere Öfen ersetzt, die ab 1938 auf dem Gelände vdes Ortsteil Haie gebaut wurden: sechs runde und zwei quadratische Öfen mit einem Fassungsvermögen von jeweils 600 Tonnen Roherz. Nach der Kalzinierung verblieben je ca. 480 Tonnen kalziniertes Erz, dessen Eisengehalt von 37 auf 46 % gestiegen war.
Die höchste Produktivität erreichte die Mine mit monatlich 45.000 Tonnen angereichertem Erz, das über eine Eisenbahnlinie transportiert wurde, die über den ehemaligen Bahnhof Saint-Bômer-Champsecret an die Strecke von Laval nach Caen angebunden war.
Nach der Schließung des Bergwerks wurden das Fördergerüst des Léopold-Pralon-Schachtes und einige Öfen abgebaut und verkauft. Die Stollen des Bergwerks sind überflutet. Das Grubengelände befindet sich in Privatbesitz.

## Sehenswürdigkeiten
- Kirche Notre-Dame-de-la-Nativité (Mariä Geburt) aus dem 17. Jahrhundert
- Berg Brûlé mit 302 Metern

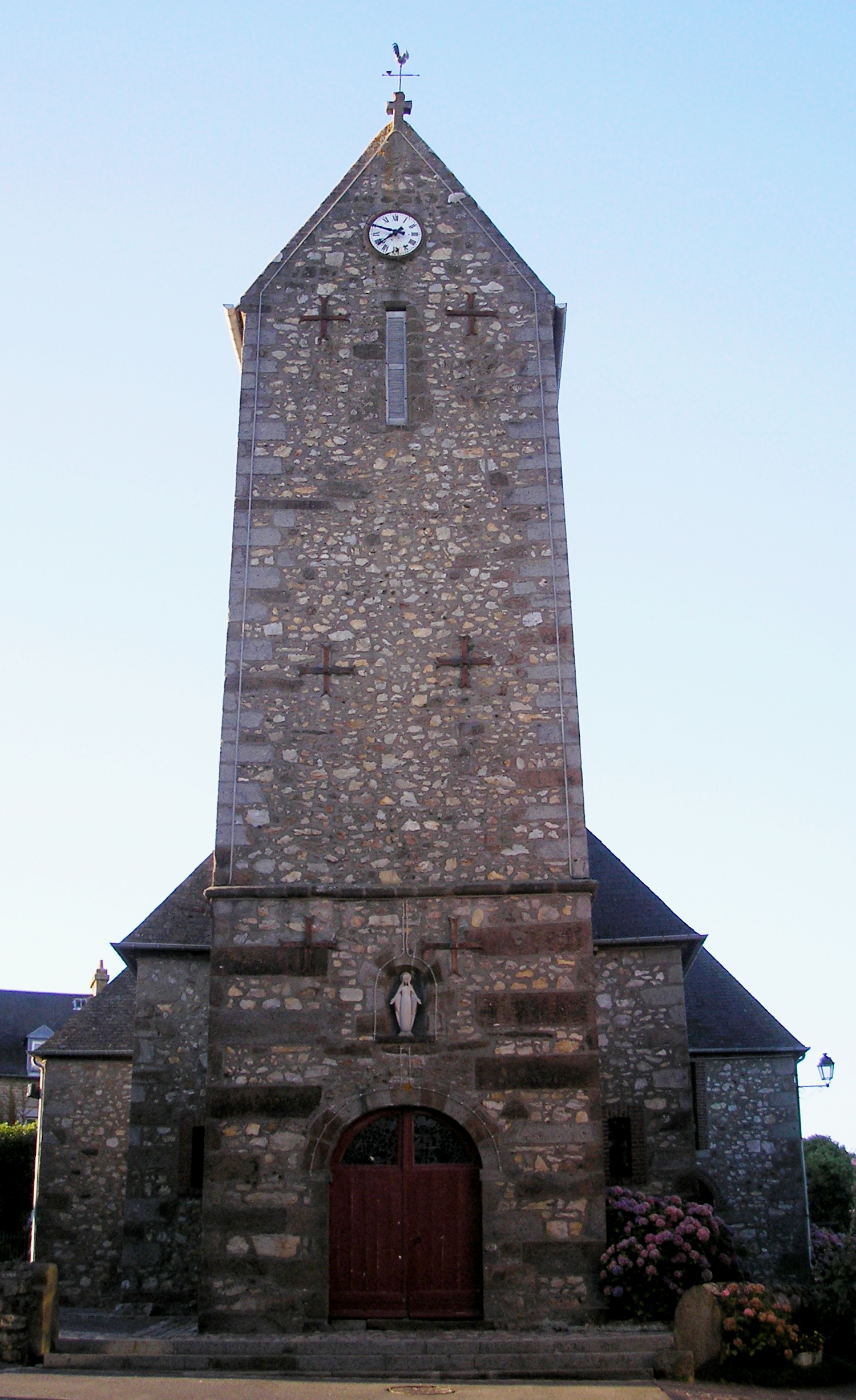
Kirche Notre-Dame-de-la-Nativité
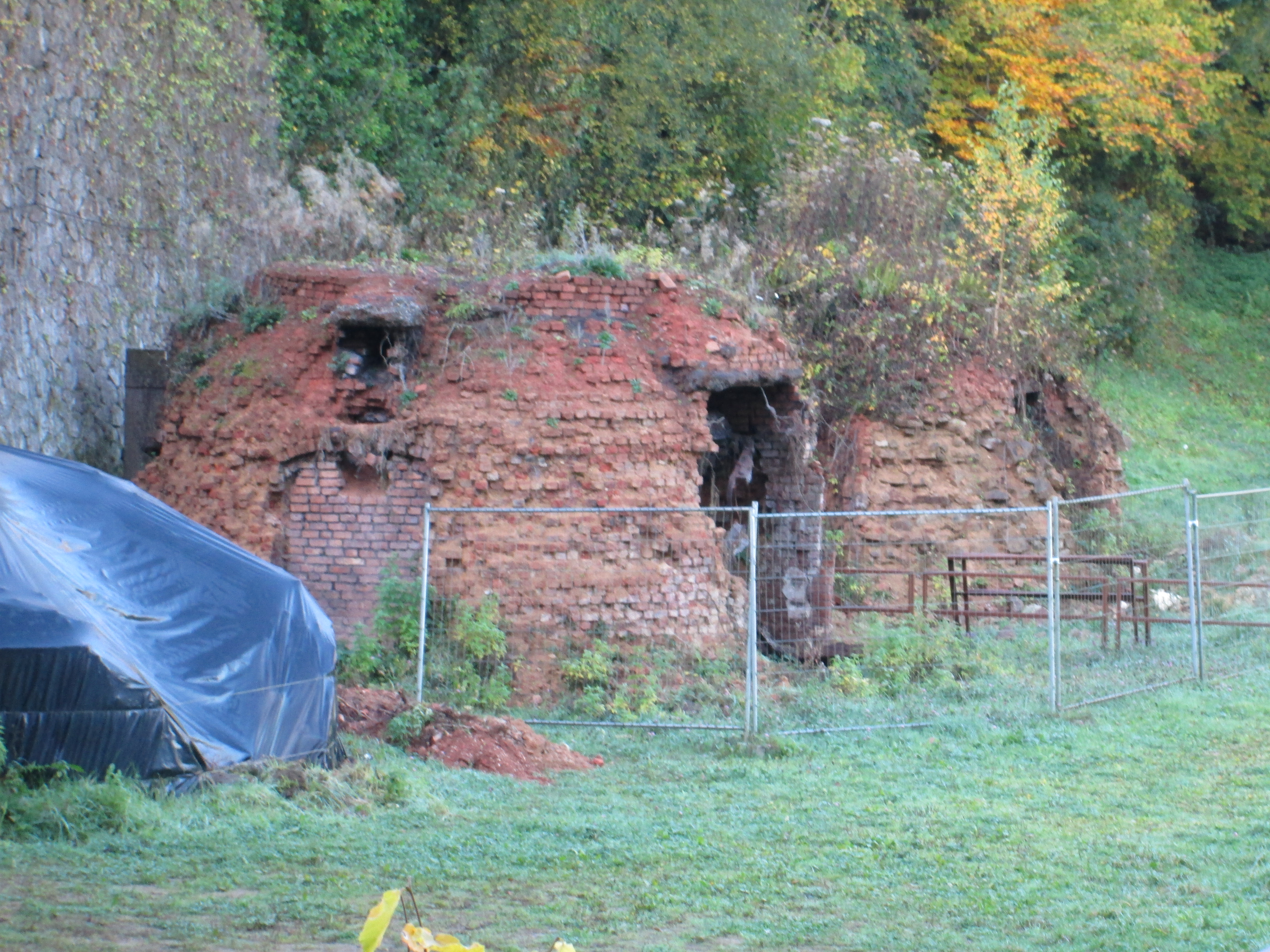
Reste der alten Kalzinierungs-Öfen
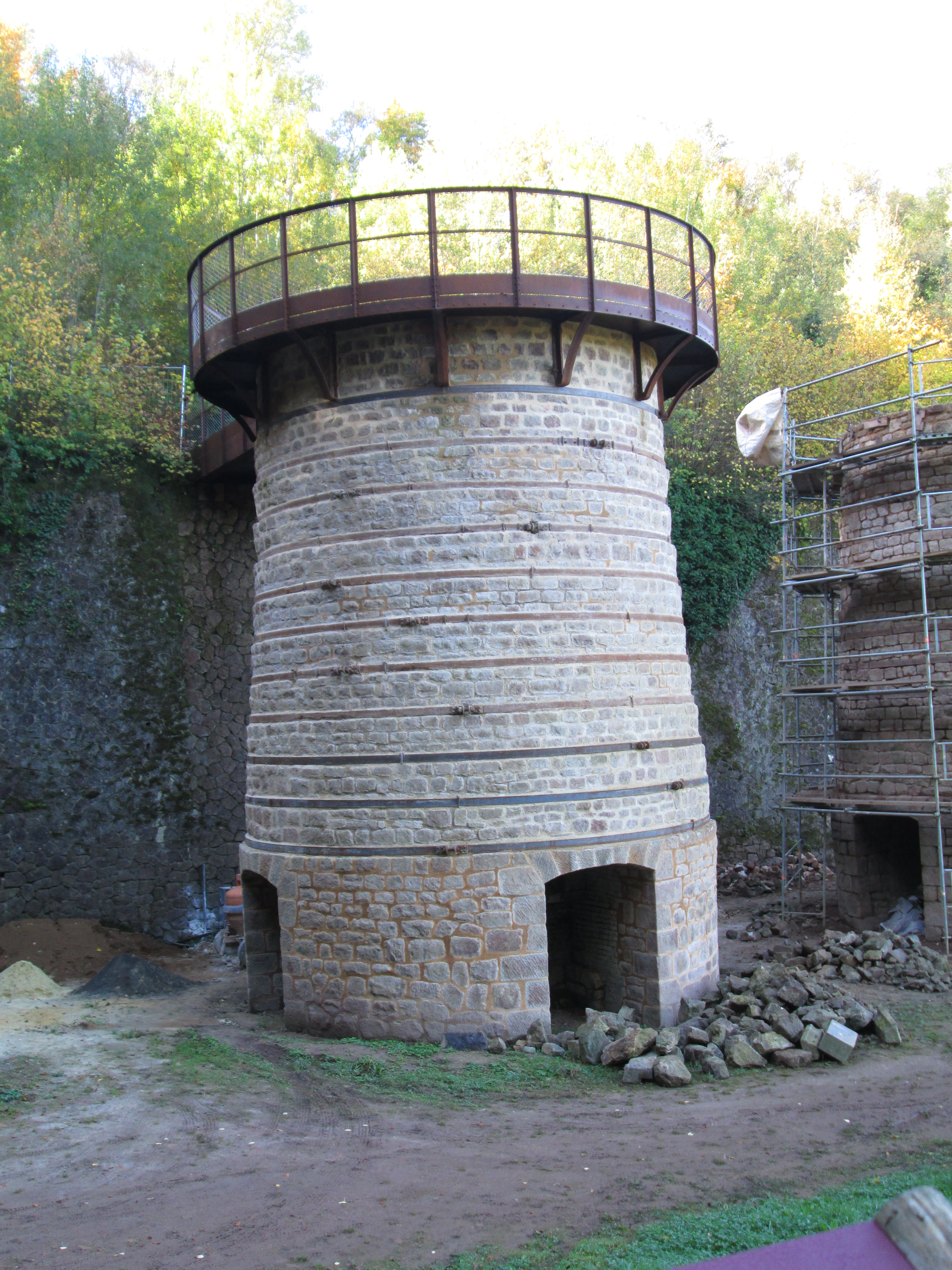
Restaurierter Kalzinierungsofen
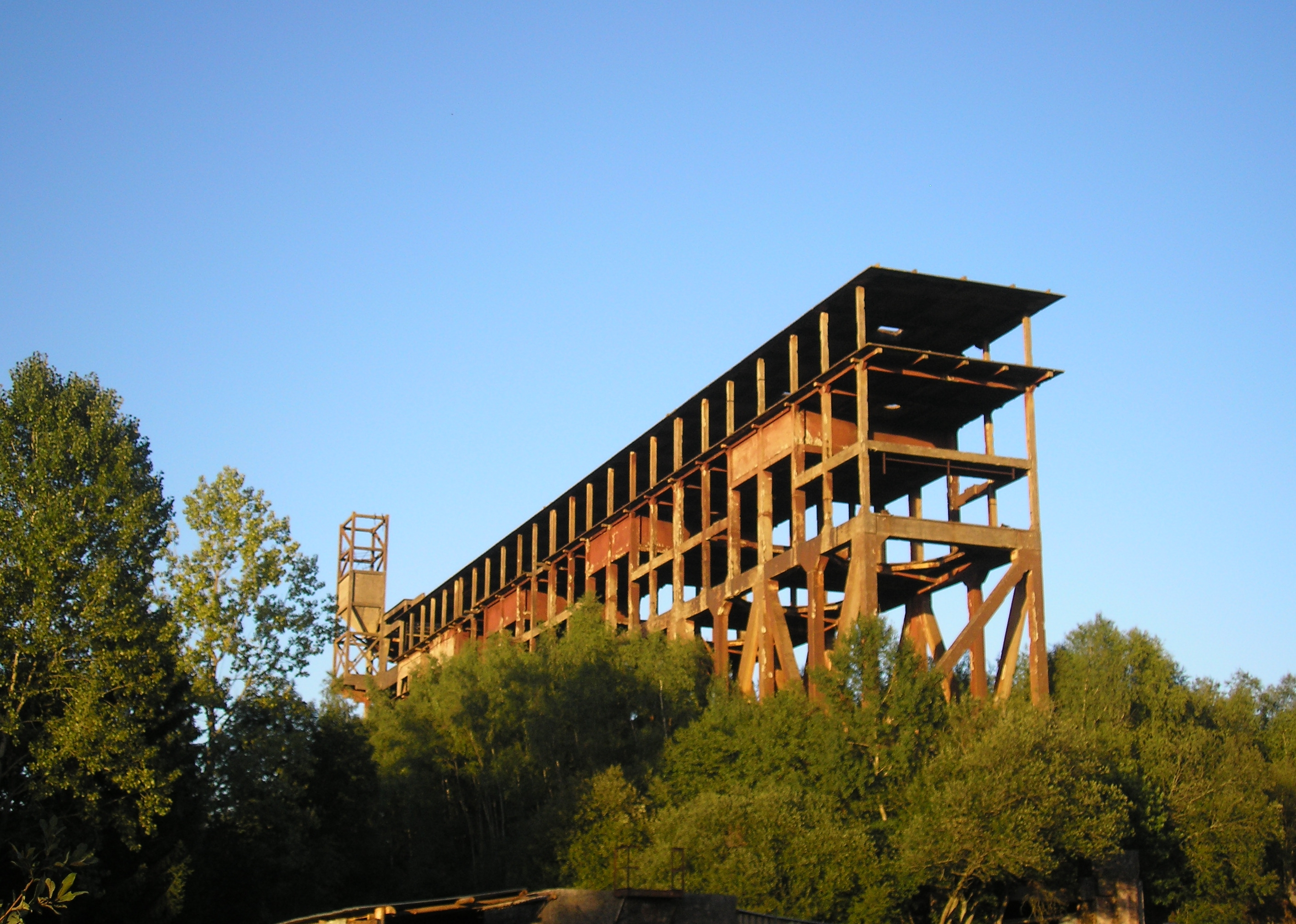
Ehemaliger Erz-Hochbunker
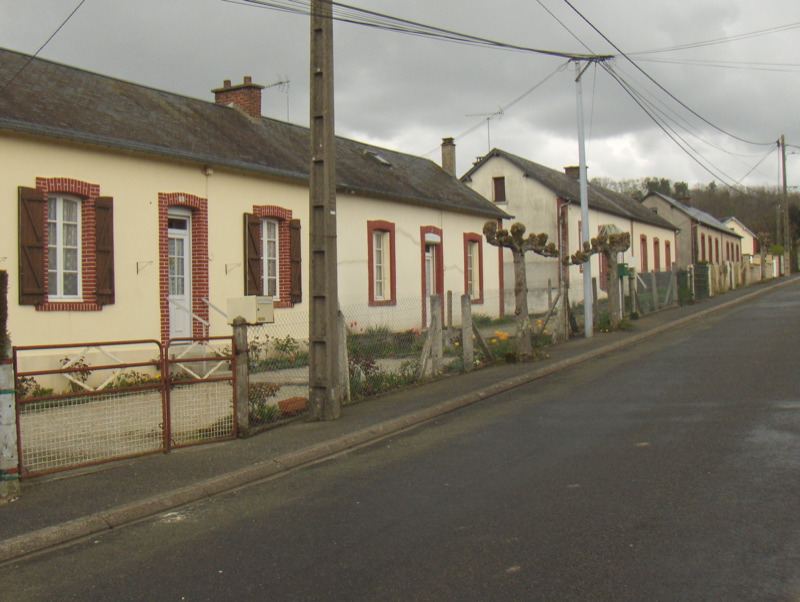
Häuser der ehemaligen Bergarbeitersiedlung